# Extreme Rules (2017)
Extreme Rules (2017) foi um evento de luta livre profissional produzido pela WWE e transmitido em formato pay-per-view e pelo WWE Network que ocorreu em 4 de junho de 2017 no Royal Farms Arena na cidade de Baltimore, Maryland e que contou com a participação dos lutadores do programa Raw. Este foi o nono evento da cronologia do Extreme Rules e o sétimo pay-per-view de 2017 no calendário da WWE.

## Antes do evento
Extreme Rules teve combates de luta livre profissional de diferentes lutadores com rivalidades e histórias pré-determinadas que se desenvolveram no Raw – programa de televisão da WWE, tal como nos programas transmitido pelo WWE Network – 205 Live e Main Event. Os lutadores interpretaram um vilão ou um mocinho seguindo uma série de eventos para gerar tensão, culminando em várias lutas.
Para o evento principal do evento, o gerente geral do Raw Kurt Angle marcou uma luta fatal 5-way Extreme Rules entre Roman Reigns, Seth Rollins, Finn Bálor, Bray Wyatt e Samoa Joe para determinar o desafiante ao Campeonato Universal de Brock Lesnar durante o programa de 15 de maio.
No Raw de 1 de maio, The Miz se tornou no desafiante ao Campeonato Intercontinental de Dean Ambrose depois de derrotar Seth Rollins e Finn Bálor. A luta entre os dois ocorreu no Raw de 15 de maio, onde Miz acertou um golpe baixo em Ambrose, perdendo por desqualificação. Mais tarde, Ambrose foi programado para defender seu Campeonato Intercontinental novamente contra Miz no  Extreme Rules, com a estipulação de que se fosse desqualificado, ele perderia o título.
Após defenderem com sucesso o Campeonato de Duplas do Raw contra Cesaro e Sheamus no Payback, os Hardy Boyz (Jeff Hardy e Matt Hardy) foram atacados pelos seus desafiantes. No Raw da noite seguinte, Cesaro e Sheamus explicaram o ataque aos Hardys e criticaram os fãs por viverem no passado em vez de apreciar o presente e alegando que os campeões roubaram seu momento no WrestleMania 33. Os Hardys apareceram e expulsaram os dois fora do ringue. Na semana seguinte, Cesaro e Sheamus ganharam outra oportunidade pelo título após vencerem uma luta tag team turmoil. Na semana seguinte, a luta entre as duas equipes foi agendada para Extreme Rules. No Raw de 22 de maio, Matt enfrentou Sheamus em um combate onde o vencedor escolheria a estipulação para o confronto pelo título. Matt ganhou e decidiu que a luta seria dentro de uma jaula de aço.
No Payback, Alexa Bliss conquistou o Campeonato Feminino do Raw ao derrotar Bayley. No Raw de 15 de maio, Bayley confrontou Bliss e invocou sua revanche para o Extreme Rules. Após uma briga entre as duas, Bliss encontrou uma vara de kendo debaixo do ringue e atacou Bayley com ela. Mais tarde, a vara, colocada em um poste, foi acrescentada como arma legal durante a luta entre as duas no Extreme Rules.
No Payback, Austin Aries derrotou o campeão dos pesos-médios Neville por desqualificação, que manteve o título. No Raw seguinte, T.J. Perkins, agora referido apenas por TJP, foi derrotado por Aries, mas depois da luta, TJP o atacou e tentou lesioná-lo. No 205 Live de 9 de maio, Neville disse que TJP merecia uma chance ao título pelo seu ataque em Aries, mas TJP não conseguiu venceu Aries. Na semana seguinte, foi anunciado que Aries teria outra oportunidade pelo título de Neville no Extreme Rules. No 205 Live seguinte, foi então que Aries e Neville se enfrentariam em uma luta de submissão.
Em rivalidades menores, ficou decidido que Rich Swann e Sasha Banks enfrentariam Noam Dar e Alicia Fox em uma luta de duplas mistas durante o Extreme Rules, além de que Kalisto enfrentaria Apollo Crews no pré-show do evento.

## Resultados
| Nº                                          | Resultados                                                                           | Estipulações | Tempo |
| ------------------------------------------- | ------------------------------------------------------------------------------------ | --- | ----- |
| Pré- show                                   | Kalisto derrotou Apollo Crews (com Titus O'Neil)                                     | Luta individual                                                                                                   | 9:23  |
| 1                                           | The Miz (com Maryse) derrotou Dean Ambrose (c)                                       | Luta individual pelo Campeonato Intercontinental da WWE; se Ambrose fosse desqualificado, ele perderia o título.  | 20:01 |
| 2                                           | Rich Swann e Sasha Banks derrotaram Noam Dar e Alicia Fox                            | Luta de duplas mistas                                                                                             | 6:19  |
| 3                                           | Alexa Bliss (c) derrotou Bayley                                                      | Luta com uma vara de kendo em um poste pelo Campeonato Feminino do Raw                                            | 5:10  |
| 4                                           | Cesaro e Sheamus derrotaram The Hardy Boyz (Jeff Hardy e Matt Hardy) (c)             | Luta em uma jaula de aço pelo Campeonato de Duplas do Raw                                                         | 14:56 |
| 5                                           | Neville (c) derrotou Austin Aries                                                    | Luta de submissão pelo Campeonato dos Pesos-Médios da WWE                                                         | 18:30 |
| 6                                           | Samoa Joe derrotou Finn Bálor, Roman Reigns, Seth Rollins e Bray Wyatt por submissão | Luta fatal 5-way Extreme Rules para determinar o desafiante ao Campeonato Universal da WWE no Great Balls of Fire | 29:06 |
| (c) – Refere-se aos campeões antes da luta. |                                                                                      | |       |